# ليس كوتياكس (كيبك)
ليس كوتياكس (بالإنجليزية: Les Coteaux, Quebec)‏ هي بلدية محلية في كيبيك تقع في كندا في Vaudreuil-Soulanges Regional County Municipality. يقدر عدد سكانها بـ 4,568 نسمة ومساحتها 14.50 كم2 .